# Господин Пижоно
«Господин Пижоно» (фр. M. Pigeonneau) — новелла французского писателя Анатоля Франса, опубликованная в 1887 году и включённая в состав авторского сборника «Валтасар» (1889).
Повествование в новелле ведётся от первого лица. Её главный герой — старый учёный-египтолог, ушедший в мир своих книг и не позволяющий себе никаких вольностей даже в обращении с историческими фактами. Однажды господин Пижоно встречает юную красавицу Анни Морган и, поддавшись «непреодолимой силе» (по его мнению, гипнозу) сочиняет для неё легкомысленную сказку.
«Господин Пижоно» был опубликован 9 января 1887 года в газете Temps. В 1889 году Анатоль Франс включил его в сборник «Валтасар», где друг с другом соседствуют новеллы о современной автору Франции и о первых веках христианства. Исследователи видят в этом произведении мягкую иронию по отношению к учёным, оторванным от жизни, и скепсис по отношению к исторической науке как таковой. Автор явно высмеивает Пижоно, но при этом относится к нему с симпатией. Этот персонаж имеет много общего с Сильвестром Боннаром (роман «Преступление Сильвестра Боннара») и с Богусом («Книга моего друга»).